# Protosebastos
Protosebastos (lett. "primo augusto"; in greco πρωτοσέβαστος, composto di πρωτο- proto-, "primo", e σεβαστός sebastos, "augusto") era un titolo nobiliare in uso nell'Impero bizantino, a partire dall'XI secolo.
Il titolo di protosebastos fu creato nell'XI secolo dal basileus Alessio I Comneno apposta per il fratello Adriano Comneno. Questo titolo, durante il XII secolo, come molte altre cariche bizantine perse il suo valore e divenne solo una carica cerimoniale: per questo motivo fu in seguito dato anche ai dogi di Venezia e ai Sultani ottomani.
Alessio Comneno come protosebastos regnò de facto sull'Impero bizantino, grazie alla grande influenza su Maria d'Antiochia, reggente per il figlio Alessio II Comneno.

## Dogi veneziani
Il titolo venne concesso perpetuamente ai dogi veneziani con la Crisobolla del 1082. L'attribuzione di questo titolo elevava i dogi della città lagunare allo stesso rango dei membri della famiglia imperiale; ciò segnava una decisa evoluzione nei rapporti tra Venezia e Costantinopoli, poiché fino a quel momento l'Impero considerava ancora Venezia un territorio suddito.